# آنا کالدر-مارشال
آنا کالدر-مارشال (انگلیسی: Anna Calder-Marshall؛ زادهٔ ۱۱ ژانویهٔ ۱۹۴۷) هنرپیشه اهل انگلستان است. همسر او دیوید برک و پسرش تام برک است.
از فیلم‌ها یا برنامه‌های تلویزیونی که وی در آن نقش داشته‌است می‌توان به بلندی‌های بادگیر (۱۹۷۰)، تیتوس آندرونیکوس (۱۹۸۵)، و آنا کارنینا (۱۹۹۷) اشاره کرد.